# لا كانيادا فلينتريدج (كاليفورنيا)
لا كانيادا فلينتريدج (بالإنجليزية: La Cañada Flintridge)‏ هي إحدى مدن مقاطعة لوس أنجليس، كاليفورنيا. تم إعطاءها لقب مدينة في 30 نوفمبر، 1976.

## المناخ
يظهر الجدول التالي التغييرات المناخية على مدار السنة للا كانيادا فلينتريدج:
| البيانات المناخية لـلا كانيادا فلينتريدج | البيانات المناخية لـلا كانيادا فلينتريدج | البيانات المناخية لـلا كانيادا فلينتريدج | البيانات المناخية لـلا كانيادا فلينتريدج | البيانات المناخية لـلا كانيادا فلينتريدج | البيانات المناخية لـلا كانيادا فلينتريدج | البيانات المناخية لـلا كانيادا فلينتريدج | البيانات المناخية لـلا كانيادا فلينتريدج | البيانات المناخية لـلا كانيادا فلينتريدج | البيانات المناخية لـلا كانيادا فلينتريدج | البيانات المناخية لـلا كانيادا فلينتريدج | البيانات المناخية لـلا كانيادا فلينتريدج | البيانات المناخية لـلا كانيادا فلينتريدج | البيانات المناخية لـلا كانيادا فلينتريدج |
| الشهر                                    | يناير                                    | فبراير                                   | مارس                                     | أبريل                                    | مايو                                     | يونيو                                    | يوليو                                    | أغسطس                                    | سبتمبر                                   | أكتوبر                                   | نوفمبر                                   | ديسمبر                                   | المعدل السنوي                            |
| ---------------------------------------- | ---------------------------------------- | ---------------------------------------- | ---------------------------------------- | ---------------------------------------- | ---------------------------------------- | ---------------------------------------- | ---------------------------------------- | ---------------------------------------- | ---------------------------------------- | ---------------------------------------- | ---------------------------------------- | ---------------------------------------- | ---------------------------------------- |
| الدرجة القصوى °ف (°م)                    | 93 (34)                                  | 92 (33)                                  | 96 (36)                                  | 105 (41)                                 | 102 (39)                                 | 110 (43)                                 | 110 (43)                                 | 107 (42)                                 | 110 (43)                                 | 108 (42)                                 | 98 (37)                                  | 93 (34)                                  | 110 (43)                                 |
| متوسط درجة الحرارة الكبرى °ف (°م)        | 63.8 (17.7)                              | 65.4 (18.6)                              | 70.5 (21.4)                              | 76.3 (24.6)                              | 77.2 (25.1)                              | 83.5 (28.6)                              | 89.5 (31.9)                              | 91.2 (32.9)                              | 89.3 (31.8)                              | 83.2 (28.4)                              | 70.5 (21.4)                              | 63.2 (17.3)                              | 77.0 (25.0)                              |
| متوسط درجة الحرارة الصغرى °ف (°م)        | 42.3 (5.7)                               | 44.7 (7.1)                               | 46.9 (8.3)                               | 50.2 (10.1)                              | 53.1 (11.7)                              | 57.2 (14.0)                              | 61.3 (16.3)                              | 62.4 (16.9)                              | 59.8 (15.4)                              | 54.8 (12.7)                              | 47.5 (8.6)                               | 41.4 (5.2)                               | 51.8 (11.0)                              |
| أدنى درجة حرارة °ف (°م)                  | 23 (−5)                                  | 17 (−8)                                  | 23 (−5)                                  | 34 (1)                                   | 37 (3)                                   | 41 (5)                                   | 45 (7)                                   | 48 (9)                                   | 44 (7)                                   | 37 (3)                                   | 29 (−2)                                  | 26 (−3)                                  | 17 (−8)                                  |
| الهطول إنش (مم)                          | 4.48 (114)                               | 5.00 (127)                               | 4.38 (111)                               | 1.22 (31)                                | 0.45 (11)                                | 0.21 (5.3)                               | 0.05 (1.3)                               | 0.21 (5.3)                               | 0.48 (12)                                | 0.65 (17)                                | 1.50 (38)                                | 2.46 (62)                                | 21.09 (534.9)                            |
| المصدر:                                  |                                          |                                          |                                          |                                          |                                          |                                          |                                          |                                          |                                          |                                          |                                          |                                          |                                          |

## أعلام
- كين أندرسون
- هانز ليبمان
- ميخائيل غوتليب
- جولي حايك
- فرانكلين توماس